# Wapen van De Valom

Wapen van De Valom

Het wapen van De Valom is het dorpswapen van het Nederlandse dorp De Valom, in de Friese gemeente Dantumadeel. Het wapen werd in de huidige vorm in 2002 geregistreerd.

## Beschrijving
De blazoenering van het wapen luidt als volgt:
Gedeeld van goud en blauw, over alles heen een golvende keper van blauw in het goud en van zilver in het blauw, beladen met twee naar elkaar toegewende vissen, geplaatst in de richting van de keper, van zilver in het blauw en van blauw in het zilver; de keper in het schildhoofd van een blauwe cichoreibloem en een zilveren penning, en in de schildvoet van een turf van blauw in het goud en van zilver in het blauw.
De heraldische kleuren zijn:  goud (goud), azuur (blauw) en zilver (zilver).

## Symboliek
- Gouden veld: staat voor de zandgrond waar het dorp op gelegen is.[3]
- Keper: verwijst naar de overtoom die hier ter plaatse was. Door het graven van de Valomstervaart voor de waterafvoer kwam het gebied echter ook in aanraking met zout water. De overtoom of valom werd geplaatst om het zoute en het zoete water gescheiden te houden. Dit is ook zichtbaar in de tweedeling van de keper.[3]
- Vissen: duiden op het belang van de visserij.[3]
- Turf: symbool voor de vervening rond het dorp.[3]
- Cichoreibloemen: duidt op de verbouw van cichorei.[3]
- Penning: verwijst naar zowel een tolhuis als naar een herberg.[3]

## Zie ook

Vlag van De Valom